# Blowby
Unter Blowby (von engl. blow und by, also vorbei blasen, auch manchmal Leckage genannt) versteht man das bei der Kompression in einem Verbrennungsmotor oder Kolbenverdichter an den Kolbenringen vom Arbeitsraum in den Triebwerksraum vorbeistreifende Gas. Er beträgt selbst bei optimaler Abdichtung ca. 0,5 % bis 2 % des gesamten Gasvolumens.
Beim Verdichten wird die Kompression geringer und beim Verbrennen des Gasgemisches der maximale Brennraumdruck. Während des Arbeitstaktes gelangt heißes und mit teilweise aggressiven Schadstoffen verunreinigtes Gas in das Kurbelgehäuse und belastet das Motoröl. Das Mitreißen von unverbrannten Kraftstoffresten, insbesondere beim Kaltstart, führt zur Ölverdünnung.
Um Undichtigkeiten am Kurbelgehäuse durch den entstehenden Überdruck zu verhindern, wird dieses entlüftet. Die Kurbelgehäuseentlüftung führt in der Regel das Saugrohr oder in den Luftfilterkasten bzw. die Airbox. Das entwichene Gas wird daher beim nächsten Ansaugtakt wieder angesaugt und mitgeführte Öltröpfchen sowie unverbrannter Kraftstoff werden nachverbrannt. Durch die Einleitung der Verbrennungsgase in den Ansaugtrakt können Luftführung, Drosselklappe, Turbolader, Ventile usw. verschmutzen. Besonders bei Turbolader und Ladeluftkühler kann es zu Leistungseinbußen und Störungen kommen. 
Der Verlust durch Leckage (Leckageverlust) {\displaystyle \Delta \eta _{\mathrm {Leck} }} kann in einer Motorprozessrechnung ermittelt werden und beträgt bei nicht verschlissenen und gut gewarteten Motoren weniger als 1 %.
{\displaystyle \Delta \eta _{\mathrm {Leck} }=\eta _{\mathrm {W_{w}} }-\eta _{\mathrm {Leck} }={\frac {W_{\mathrm {W_{w}} }-W_{\mathrm {Leck} }}{Q_{B}}}}
| {\displaystyle \Delta \eta _{\mathrm {Leck} }} | Leckageverlust                                                                              |
| {\displaystyle \eta _{\mathrm {W_{w}} }}       | Innerer Wirkungsgrad mit wirklichem Brennverlauf, ohne Leckage                              |
| {\displaystyle \eta _{\mathrm {Leck} }}        | Innerer Wirkungsgrad mit wirklichem Brennverlauf, mit Leckage                               |
| {\displaystyle W_{\mathrm {W_{w}} }}           | Innere Arbeit des Hochdruckprozesses mit Wandwärmeübergang, ohne Leckage, SI-Einheit: Joule |
| {\displaystyle W_{\mathrm {Leck} }}            | Innere Arbeit des Hochdruckprozesses mit Wandwärmeübergang, mit Leckage, SI-Einheit: Joule  |
| {\displaystyle Q_{\mathrm {B} }}               | Eingebrachte Verbrennungswärme                                                              |